# Brachycoryna hardyi
Brachycoryna hardyi là một loài bọ cánh cứng trong họ Chrysomelidae. Loài này được Crotch miêu tả khoa học năm 1874.